# Segura de la Sierra
Segura de la Sierra – gmina w Hiszpanii, w prowincji Jaén, w Andaluzji, o powierzchni 225,02 km². W 2011 roku gmina liczyła 1982 mieszkańców.